# Đorđe Tomić
Pour les articles homonymes, voir Tomić.
Đorđe Tomić est un footballeur international serbe né le 11 novembre 1972 à Zemun en Yougoslavie (Serbie) qui joue au poste de milieu de terrain.

## Carrière
- 1992-1994 :  Partizan Belgrade
- 1994-1995 :  Hajduk Kula
- 1995-1996 :  EA Guingamp
- 1996-1998 :  Atlético Madrid
- 1998-2000 :  Partizan Belgrade
- 2000-2003 :  Real Oviedo
- 2004-2005 :  Incheon United